# Derecho penal de simbología anticonstitucional
En el derecho penal alemán, la llamada Ley del uso de simbología de organizaciones anticonstitucionales (en alemán: Verwenden von Kennzeichen verfassungswidriger Organisationen), más conocida como Section 86a (marcado § 86a), debido al artículo que la define en el código penal alemán (Strafgesetzbuch), es la ley que regula en Alemania el uso de simbología de cualquier grupo, movimiento, partido político u organización cuyos fines, actividades o ideología se podrían considerar contrarios a la constitución de la República Federal de Alemania.
Debido a los sucesos que tuvieron lugar durante la Segunda Guerra Mundial, se suele relacionar esta ley sobre todo con el uso de artilugios, símbolos y retórica nazis y neonazis, aunque también incluye a otros grupos de ultraderecha, como el Ku Klux Klan, a la vez que simbología comunista y, más recientemente, del Estado Islámico. Este último caso es más concluyente, mientras que en el caso del comunismo, solo se prohíben las manifestaciones de apología del comunismo como forma de Estado (totalitarismo), contradictorio a la constitución, y el uso de simbología de la antigua República Democrática Alemana como forma de reivindicación. Los partidos comunistas modernos, no obstante, son legales, como también los símbolos genéricos del comunismo (usados por todos ellos). A su vez, las restricciones referentes a simbología usada por los movimientos de ultraderecha se circunscriben en principio a la que hace referencia al Estado nazi o reivindicativa del mismo. Un ejemplo es el uso identitario —pero no prohibido— que se ha dado a la bandera imperial por grupos de extrema derecha (aunque esta fuera de hecho prohibida por los nazis a partir de cierto momento).

## Pormenores de la ley
El artículo 86a aborda dos supuestos principales que considera que pueden dar pie a la exaltación de ideologías, prácticas y regímenes considerados contrarios a la constitución alemana:
1. La difusión de medios de propaganda: Se aplica a cualquier persona que dentro del ámbito nacional propague, produzca, importe o exporte dichos medios, o bien los promocione o publicite a través de los medios digitales, dentro y fuera de la República Federal.
2. El uso de símbolos afines: Se aplica a cualquiera que distribuya dentro del ámbito nacional o haga uso públicamente, bien en persona bien en escrito, de símbolos de cualquiera de las organizaciones, partidos y demás entes considerados ilegales, o que a su vez fabrique, almacene, importe o exporte objetos que lleven representados dichos símbolos para su uso o distribución dentro y fuera de la República Federal. Dichos símbolos incluyen, aunque no se limiten a, banderas, enseñas, estandartes, insignias, emblemas, uniformes, lemas, consignas y formas de saludo. También se incluyen formas que por su parecido, bien físico bien conceptual, podrían servir de referencia o confundirse con las anteriormente mencionadas.

La pena prevista para estos delitos es de hasta 3 años de cárcel, o (en caso de no reincidir) una multa correspondiente al tiempo previsto de encarcelamiento.

## Casos concretos

### La esvástica tachada
La esvástica, o cruz gamada, se considera en Alemania, y en Occidente en general, el símbolo por antonomasia de la Alemania nazi y de sus sucesores de la ultraderecha y los movimientos neonazis y neofascistas. Debido a ello, ha habido mucha sensibilidad a lo largo de las décadas en cuanto a su uso en público (dando por sentado que en privado se circunscribe a los simpatizantes de la extrema derecha). Tal es así, que se ha llegado a considerar anticonstitucional cualquier representación de dicho símbolo, también en los contextos del antifascismo y sus usos apolíticos, sobre todo en algunas religiones orientales y pueblos amerindios, donde normalmente se representa casi siempre horizontalmente.
La polémica sobre el uso de la esvástica por motivos antifascistas llegó a los tribunales en 2005, protagonizada por los productos de la marca de punk-rock Nix Gut Records, que habían sido confiscados en una redada policial a uno de sus locales de distribución. Los productos llevaban la cruz gamada nazi (misma forma y colores) tachada con una raya diagonal de color rojo. También se encontraron letreros con la representación de una persona echando una esvástica en una papelera. Aunque servían para una campaña contra los partidos de ultraderecha en las elecciones locales de ese año, la predominancia de la esvástica en la campaña fue considerada por la policía ilegal.
En marzo de 2006, la diputada del Bundestag, Claudia Roth, se denunció a sí misma por llevar la esvástica tachada en varias manifestaciones contra los movimientos neonazis, tras lo cual pidió que se levantara su inmunidad parlamentaria. Por medio de esta actuación pretendió mostrar «lo absurda» que es la penalización por «exhibir simbología fascista» en casos que pretenden todo lo contrario. En marzo de 2007, el Tribunal Federal de Justicia de Alemania (Bundesgerichtshof) le dio la razón, sentenciando que «las esvásticas tachadas son claramente una afirmación en contra del resurgimiento de las ideologías nacionalsocialistas», y por consiguiente abriendo el camino para que sean excluidas del artículo 86a del código penal. En este aspecto, se ha criticado a Roth, acusada por algunos de antisemitismo de izquierdas, por referirse a la esvástica como simbología fascista en vez de nazi, pese al significado histórico concreto que tiene en Alemania.

### Excepciones y ambigüedades
La ley nombra algunas excepciones, siendo todas aquellas que sirven para la educación, la memoria, la investigación y el fomento de actividades que tienen como fin combatir la anticonstitucionalidad.

#### Mein Kampf
Aunque en algunos supuestos el artículo 86a es muy tajante, como en el caso de exhibición de esvásticas y su comercialización, existen casos ambiguos y otros que son legales aunque polémicos. Uno de estos casos es el de Mein Kampf («Mi lucha»), el libro escrito por Adolf Hitler y que servía de base ideológica del nacionalsocialismo. A finales de la Segunda Guerra Mundial, los derechos de autor del libro se concedieron al estado federado de Baviera, quien prohibió su venta y distribución. Esta realidad, en la que el manifiesto no llegase a ser editado de facto en Alemania, propició que nunca se prohibiera su venta por ley. Debido a esta circunstancia, en 2015, vencidos los derechos de autor del estado, muchos grupos e individuos de la escena de la ultraderecha alemana se apresuraron en reclamar su publicación. Sin embargo, solo se aprobó la publicación de una versión crítica del libro acompañada de comentarios de expertos e historiadores, lo cual motivó a algunos individuos a promover su publicación por otros medios. Las batallas legales entre el estado y grupos neonazis en torno a estos casos han dejado patente que la justicia alemana (a través de varias sentencias desde 1979 hasta la actualidad) no considera que el libro caiga en ninguno de los supuestos del artículo 86a.
Una de las soluciones que se ha dado a esta cuestión, es la posible imputación de los implicados bajo el artículo 130 del código penal alemán, que castiga con penas de cárcel de entre 3 y 5 años por alteración de la paz social, incitando deliberadamente el racismo, la xenofobia, el antisemitismo o el antiparlamentarismo. Pero este artículo requiere que la reproducción y distribución del libro hayan tenido lugar en Alemania, lo que no es el caso en la mayoría de casos.

#### Subastas privadas
Otra curiosa excepción son las subastas de artículos pertenecientes a figuras nazis o relacionados con el nacionalsocialismo, destinados a ser adquiridos por particulares u organizaciones, siempre y cuando su destino no sea su distribución, exposición en público o uso con fines anticonstitucionales. Mientras se limitaban a ser ofertadas físicamente en las casas de subastas, poco se conocía de su existencia y de los artículos subastados, pero con la llegada de Internet y de las subastas en línea, han sido criticadas tanto por políticos y demás personajes públicos como por las propias comunidades judías. Además, algunos juristas consideran que se trata de hecho de exposición en público de artículos prohibidos bajo el artículo 86a, y sin embargo, la ley antidiscriminación favorece de momento las facilidades que ofrecen las nuevas tecnologías para la participación de postores que de otro modo no podrían atender a las subastas.

## Actualizaciones recientes

### Bandera de Hamás
Desde hace varios años que algunas fuerzas políticas del Bundestag han estado promoviendo la prohibición de la bandera de Hamás, reconocido como grupo terrorista por Alemania y la Unión Europea, dentro del artículo 86a (de forma similar a la bandera del Estado Islámico). Un paso importante se dio entre mayo y junio de 2021, con una gran coalición de partidos apoyando la iniciativa. Sin embargo, por cuestiones burocráticas y críticas de organizaciones propalestinas en Alemania, no se llegó a materializar. Tras el ataque terrorista sin precedentes de Hamás en octubre de 2023, se ha solicitado la aprobación por vía de urgencia de la inclusión en el artículo tanto de la bandera de Hamás como de otras organizaciones palestinas definidas como terroristas, e incluso su mención en escrito en otras banderas (como la de Palestina) o imágenes en manifestaciones y eventos públicos .